# Унија Шведске и Норвешке
Шведска и Норвешка или Шведска—Норвешка (швед. Svensk-norska unionen, норв. Den svensk-norske union), званично Уједињено Краљевство Шведске и Норвешке, била је персонална унија два различита краљевства Шведске и Норвешке под заједничким владарем и заједничком спољном политиком од 1814. до 1905. године, прије него што је Шведска прихватила норвешку одлуку о напуштању уније..